# Marham
Ne doit pas être confondu avec Mahram.
Marham est un village et une paroisse civile du Norfolk, en Angleterre. Il est situé dans l'ouest du comté, à environ 20 km au sud-est de la ville de King's Lynn. Administrativement, il relève du district de King's Lynn and West Norfolk. Au recensement de 2011, il comptait 3 531 habitants.